# Odynerus armeniacus
Odynerus armeniacus är en stekelart. Odynerus armeniacus ingår i släktet lergetingar, och familjen Eumenidae. Utöver nominatformen finns också underarten O. a. plurinotatus.